# DGI-huset Vejle
DGI-Huset Vejle (tidligere Idrættens Hus) er et kongres-, messe- og idrætscenter med fem haller på Vestre Engvej i Vejle. 
Huset rummer et samlet udstillingsareal på 8.000 m², heraf 3.800 m² i den store Hal 4, til konferencer kan den indrettes som plenarsal for 2.500 personer, og der kan i samme hal dækkes op til 1.800 spisende gæster.
Centeret blev indviet den 7. maj 1972, men i 1970 "tyvstartet" med at tage svømmehallen i brug. Idrætsanlægget blev overtaget 2008 af DGI og skiftede tidligere navn fra Idrættens Hus til sit nuværende navn DGI-Huset.
Flere store idrætsarrangementer er blev afviklet i Idrættens Hus f.eks EM- og VM-boksestævner i 1990'erne, Danish Open i badminton 1997-1999 og EM i kvindehåndbold 1996. Hallen er hjemmebane for Vejle Håndbold i herrernes 1. division og damernes 2. division.
I 1970'erne var Idrættens Hus et vigtigt koncertsted, hvor Oscar Peterson, James Last, Sweet, Procol Harum, Gasolin' og ABBA var blandt de som optrådte. 
Idrættens Hus var også plads for Socialdemokratiets ekstraordinære kongres 1993, hvor Poul Nyrup Rasmussen blev valgt til formand.
I tilknytning til DGI-Huset Vejle ligger Vejle Center Hotel.
| Sport | Spire Denne artikel om sport er en spire som bør udbygges. Du er velkommen til at hjælpe Wikipedia ved at udvide den. |

|  | Denne artikel om en bygning eller et bygningsværk kan blive bedre, hvis der indsættes et (bedre) billede. Du kan hjælpe ved at afsøge Wikimedia Commons for et passende billede eller lægge et op på Wikimedia Commons med en af de tilladte licenser og indsætte det i artiklen. |

55°42′22.92″N 9°31′1.36″Ø / 55.7063667°N 9.5170444°Ø